# WWE World Tag Team Championship
Het WWE World Tag Team Championship was een professioneel worstelkampioenschap van World Wrestling Entertainment voor tag teams.

## Geschiedenis
De titel stond oorspronkelijk bekend als de World Wide Wrestling Federation (WWWF) World Tag Team Championship. Luke Graham en Tarzan Tyler waren het eerste team dat de titel hield, toen ze de riemen uitgereikt kregen op 3 juni 1971 na afloop van een toernooi. Samen met de naamsverandering van de promotie, werd de titel hernoemd tot het World Wrestling Federation (WWF) World Tag Team Championship (maar vaker het WWF Tag Team Championship genoemd tijden de Attitude era) in 1979.
Tijdens Survivor Series 2001 werd de titel verenigd met het WCW World Tag Team Championship, toen de Dudley Boyz de Hardy Boyz versloegen in een match in een stalen kooi. Dit was niet de eerste keer dat de WCW en WWF World Tag Team Championships door hetzelfde team werden gehouden, omdat The Undertaker en Kane beide titels al hielden nadat ze de laatste hadden gewonnen tijdens SummerSlam 2001 ook in een stalen kooi match.
Vanwege de rechtszaak van de World Wrestling Federation met het World Wildlife Fund en de uiteindelijke hernoeming tot World Wrestling Entertainment werd de titel korte tijd het WWE World Tag Team Championship genoemd in 2002.
Nadat de promotie zich in 2002 onderverdeelde in twee aparte shows, werden de WWE World Tag Team Champions van die tijd, Billy Gunn en Chuck Palumbo als een team door Vince McMahon naar SmackDown! gestuurd. Tijdens de korte periode van de titel op SmackDown! werd het gehouden door duo's van Rikishi en Rico, herwonnen door Billy en Chuck, gewonnen door Hulk Hogan en Edge, en toen door Lance Storm en Christian. Later dat jaar verlieten Storm en Christian SmackDown! en kwamen ze bij de RAW-show en namen de tag team-titel met zich mee en maakten het zo in principe RAW exclusief.
Kort daarna maakte SmackDown! general manager Stephanie McMahon bekend dat een tag team toernooi zou worden gehouden om de nieuwe kampioenen voor een SmackDown! exclusief tag team kampioenschap te bepalen. De nieuwe titel werd de WWE Tag Team Championship genoemd, terwijl de oudere titel op RAW werd hernoemd tot het World Tag Team Championship zodat de tag titels de namen van de heavyweight titels van beide shows zouden aanhouden (het WWE World Heavyweight Championship op RAW en het WWE Championship op SmackDown!). De huidige naam van deze titel, zoals het World Heavyweight Championship, heeft geen WWE voorvoegsel aan zich vastgeplakt. In het einde van 2002 werden nieuwe riemen gecreëerd om de twee vrijwel identieke kampioenschapsriemen te doen verschillen, waarbij elke show verschillende onderdelen heeft die dezelfde kleur hebben als de kleur van de show (rood voor RAW en blauw voor SmackDown!). Terwijl de World Tag Team Championship riemen een compleet nieuw ontwerp kregen gebruiken de WWE Tag Team Championship riemen nog steeds dezelfde basis vorm van het oude World Tag Team Championship, maar met een modernere look.
Op 16 augustus 2010 werd dit titel beëindigd en wordt in de plaats genomen door WWE Tag Team Championship.

## Statistieken
| Record                                     | Recordhouder                                   | Recordgegevens                  | Aantekeningen |
| ------------------------------------------ | ---------------------------------------------- | ------------------------------- | --- |
| Meeste periodes als een team               | Dudley Boyz (Bubba Ray Dudley & Brother Devon) | 8                               | |
| Meeste periodes als individuele worstelaar | Edge                                           | 12                              | Edge hield de titels zeven maal met Christian, eenmaal met Hulk Hogan, tweemaal met Chris Benoit, eenmaal met Randy Orton en eenmaal met Chris Jericho.                                                                    |
| Langste periode                            | Demolition (Ax en Smash)                       | 478 dagen                       | Ze werden ook het tweede team in de WWF die het World Tag Team Championship driemaal wonnen. Hun tweede record bleef staan tot Billy Gunn en Road Dogg het braken in 1998.                                                 |
| Kortste periode                            | Owen Hart en Yokozuna                          | 1 uur                           | Hart en Yokozuna wonnen de titel van Diesel en Shawn Michaels op 25 september 1995. Ze verloren de titels aan The Smokin' Gunns.                                                                                           |
| Oudste individuele kampioen                | Ric Flair                                      | 55 jaar                         | Flair won de titel voor de tweede keer met Batista in maart 2004. Zijn eerste periode met Batista was vier maanden eerder toen hij 54 jaar oud was. Ze wonnen de titels voor de eerste keer samen tijdens Armageddon 2003. |
| Jongste individuele kampioen               | René Duprée                                    | 19 jaar                         | Won de titel met Sylvain Grenier. Ook de jongste individuele WWE Tag Team Champion. |
| Langste kampioenen                         | Big Show en Kane                               | 2.13m. en 2.06 m.               | |
| Kortste kampioenen                         | Spike Dudley en Tazz                           | beiden 1.70 m.                  | |
| Zwaarste kampioenen                        | Big Show en Kane                               | samen 372 kg (227 kg en 145 kg) | Yokozuna en Owen Hart zijn dichtbij tweede rond de 350 kg. |
| Lichtste kampioenen                        | Spike Dudley en Tazz                           | samen 173 kg (61 kg en 112 kg)  | |
| Meeste verschillende partners              | Kane                                           | 6                               | Kane heeft het World Tag Team Championship gewonnen met Mankind, X-Pac, The Undertaker, The Hurricane, Rob Van Dam en The Big Show.                                                                                        |

## Trivia
- Toen Triple H het World Tag Team Championship won tijdens Backlash 2001 werd hij de tweede Grand Slam Champion in WWE geschiedenis.
- Voor de eerste keer in de WWE geschiedenis, houden vijf mannen tegelijkertijd de kampioenschappen, het Spirit Squad.
- Op een bepaald moment in de jaren 80 werden alle drie de leden van Demolition (Ax, Smash & Crush) gezien als de kampioenen als een "trio".